# 黑玫瑰之義結金蘭
《黑玫瑰之義結金蘭》是一部1997年上映的香港爱情片，為《92黑玫瑰對黑玫瑰》的續集，由劉鎮偉和元奎導演，薛家燕和吳君如主演。

## 剧情简介
冰室夥記阿武暗戀的嗒糖被無惡不作的酸梅湯擄走，幸遇退隱江湖三十年的女俠黑玫瑰。黑玫瑰多年來將呂奇禁錮，希望動之以情，令呂奇回心轉意。於是阿武與呂奇便因此勸黑玫瑰重出江湖，對付酸梅湯。

## 演员表
| 演員   | 角色         | 備註 |
| 薛家燕 | 黑玫瑰       | 退隱江湖多年的一代女俠（為飄紅、艷芬之師傅），避免徒弟為了呂奇互相殘殺而假死並且將他關在玫瑰莊中，並且在因緣際會下又重新復出 |
| 林海峰 | 阿武         | 冰室夥計，個性單純善良並且暗戀著阿欣，在一次意外下被黑玫瑰抓來，希望以他刺激呂奇回心轉意                                     |
| 吳君如 | 酸梅湯       | 地下錢莊業者，真實身份是黑玫瑰敵人之一‧無敵飛環酸溜溜的女兒，打扮中性而且喜歡倒著說話                                        |
| 林尚義 | 呂奇         | 本人是真正的呂奇，因為與黑玫瑰的兩名弟子有三角戀而被她關在玫瑰莊中三十多年，後來發現他所愛的其實是黑玫瑰而最終與她共結連理   |
| 林寄韻 | 嗒糖 / 阿欣  | 阿武喜歡的女孩子，因為欠債而被酸梅湯抓走，最後在阿武和黑玫瑰的幫助下被救出                                                   |
| 柯受良 | 紅毛丹       | 阿武在冰室的同事和朋友，實際上是名同性戀而暗中喜歡阿武                                                                       |
| 甄子丹 | 拳館教練     | |
| 李健仁 | 茶餐廳老闆娘 | 是名變性人，個性刻薄 |
| 八兩金 | 酸梅湯之夫   | |

## 歌曲
- 主題曲:「係唔係嘅啫」
- 插曲:「女殺手」、「美麗的花蝴蝶」

## 外部連結
- 開眼電影網上《黑玫瑰之義結金蘭》的資料（繁體中文）
- 香港影庫上《黑玫瑰之義結金蘭》的資料（繁體中文）
- 豆瓣电影上《黑玫瑰之義結金蘭》的資料 （简体中文）
- 时光网上《黑玫瑰之義結金蘭》的資料（简体中文）
- 爛番茄上《黑玫瑰之義結金蘭》的資料（英文）
- 互联网电影数据库（IMDb）上《黑玫瑰之義結金蘭》的资料（英文）